# Tetraphenylarsoniumtetrachloroaurat
Tetraphenylarsoniumtetrachloroaurat, nach IUPAC Tetraphenylarsoniumtetrachloridoaurat, ist ein Salz aus der Gruppe der Tetrachloroaurate.

## Herstellung
Wird Tetraphenylarsoniumchlorid zu einer Lösung einer Gold(III)-Verbindung in Gegenwart größerer Mengen Chloridionnen gegeben, entsteht Tetraphenylarsoniumtetrachloroaurat. Dies dient unter anderem nach Extraktion mit Chloroform zum spektrophotometrischen Nachweis von Gold.

## Reaktionen
Tetraphenylarsoniumtetrachloroaurat bildet blassgelbe Kristalle und kristallisiert im tetragonalen Kristallsystem in der Raumgruppe P4/n (Raumgruppen-Nr. 85) mit den Gitterparametern a = 12,448 Å und c = 8,034 Å sowie 2 Formeleinheiten pro Elementarzelle.